# A Plucky Little Girl
A Plucky Little Girl  è un cortometraggio muto del 1909 diretto da Lewin Fitzhamon.

## Trama
La figlia di un fattorino della banca e il suo cane sventano una rapina.

## Produzione
Il film fu prodotto dalla Hepworth.

## Distribuzione
Distribuito dalla Hepworth, il film - un cortometraggio di 152,4 metri - uscì nelle sale cinematografiche britanniche nel gennaio 1909.
Si conoscono pochi dati del film che, prodotto dalla Hepworth, fu distrutto nel 1924 dallo stesso produttore, Cecil M. Hepworth. Fallito, in gravissime difficoltà finanziarie, il produttore pensò in questo modo di poter almeno recuperare il nitrato d'argento della pellicola.